# Hanne Juul
Hanne Juul, född 25 november 1950 i Köpenhamn, är en svensk-dansk vissångerska och pedagog. Mellan 1969 och 1977 bodde hon och arbetade på Island, där hon var med och grundade den isländska motsvarigheten till Visans Vänner.
Hanne Juul har en lång karriär som vissångerska i olika sammanhang och har framträtt i många olika artistkonstellationer. Hon har sjungit såväl med technogruppen Nåid, som kammarorkestrar och mindre musikergrupper som ackompanjemang. Hon började även 1980 med föreställningar för barn baserade på nordisk mytologi, innehållande omväxlande sång och dramatiserade berättelser, och fortsätter än idag med dessa projekt.
Sedan 1993 har Hanne Juul undervisat i sångpedagogik och scenframträdande och är sedan denna tid huvudansvarig för Vislinjen på Nordiska folkhögskolan i Kungälv, en linje som hon själv var med att starta 1987, även känd som Nordiska Visskolan.
Hanne Juul är starkt engagerad i visans roll i Norden och har såväl varit med att grunda flera visföreningar, samt varit ordförande i bland annat Visans Vänner på Island och i Göteborg. Hon har även en framträdande roll i Nordvisa, är ledamot i Svenska Visakademien, samt medlem i YTF och Letterstedtska Föreningen.

## Diskografi
- Brisingamen (1983)
- Hanne Juul (1993)
- Nåid, med gruppen Nåid (1995)
- Tio visor – Hanne Juul Trio (2007)

## Priser och utmärkelser
- Hambestipendiet (1995)
- Stockholms Visans Vänners stipendiefond
- Årets älvsborgare
- Västsvenska Handelskammarens kulturstipendium
- Vispråmens Storkens pris
- Vänersborgs kulturstipendium
- Älvsborgslandstingets kulturstipendium
- Fyrstads kulturstipendium
- LIV-statyetten i NordVisas regi
- Västsvenska Föreningen Nordens pris
- Svenska Vispriset (2007)